# Associazione Calcio Perugia 1996-1997
Questa voce raccoglie le informazioni riguardanti l'Associazione Calcio Perugia nelle competizioni ufficiali della stagione 1996-1997.

## Stagione
(Marco Negri, 2021)
Nella stagione 1996-1997 il Perugia disputò il settimo campionato di Serie A della sua storia, riaffacciandosi in massima serie a quindici anni dall'ultima partecipazione. L'ottima stagione dell'attaccante Marco Negri, esordiente in A e autore di 15 reti con la maglia biancorossa, non bastò però ai Grifoni per evitare un immediato ritorno in serie cadetta, mancando la salvezza all'ultima giornata a causa della peggiore classifica avulsa.

## Divise e sponsor

Marco Negri, 15 gol in 27 gare nella sua stagione d'esordio in Serie A, in azione con la terza muta nerobianca.

Lo sponsor tecnico del Perugia per la stagione 1996-1997 fu la Galex dell'amministratore delegato Alessandro Gaucci, mentre lo sponsor ufficiale fu CEPU.
Le tre casacche da gioco stagionali proponevano lo stesso template, variato unicamente nei colori: la prima divisa prevedeva un completo rosso con colletto e bordini bianchi, la seconda un completo grigio con colletto e bordini biancorossi, e infine la terza un completo nero con bordini bianchi. Nello specifico, tutte e tre le maglie erano realizzate con una rigatura verticale tono su tono; il colletto presentava inoltre uno scollo a V che inglobava un grande triangolo rovesciato (riprendendo in parte lo stile già visto sulle divise della stagione 1977-1978), al cui interno era inserito il simbolo del club, un grifone rampante.
| Casa | Trasferta | Terza divisa |

## Organigramma societario
Area direttiva
- Presidente: Luciano Gaucci
- Amministratore delegato: Alessandro Gaucci
- Direttore generale: Francesco Ghirelli
- Segretario: Ilvano Ercoli

Area sanitaria
- Medico sociale: Giuliano Cerulli
- Massaggiatore: Renzo Luchini

Area tecnica
- Direttore sportivo: Ermanno Pieroni
- Allenatore: Giovanni Galeone, poi dal 19 dicembre Mauro Amenta, infine dal 6 gennaio Nevio Scala
- Allenatore in seconda: Maurizio Trombetta
- Allenatore Primavera: Diego Giannattasio
- Allenatore dei portieri: Pietro Persico, poi dal 6 gennaio Vincenzo Esposito Di Palma
- Preparatore atletico: Francesco Perondi, poi dal 6 gennaio Ivan Carminati

## Rosa
| N. |                        | Ruolo | Calciatore                 |
| -- | ---------------------- | ----- | -------------------------- |
| 1  | Jugoslavia (bandiera)  | P     | Aleksandar Kocić           |
| 2  | Italia (bandiera)      | D     | Martino Traversa           |
| 3  | Italia (bandiera)      | D     | Alberto Di Chiara (II)     |
| 4  | Italia (bandiera)      | D     | Marcello Castellini        |
| 5  | Italia (bandiera)      | D     | Giacomo Dicara             |
| 6  | Italia (bandiera)      | D     | Pietro Vierchowod          |
| 7  | Paesi Bassi (bandiera) | C     | Michel Kreek               |
| 8  | Italia (bandiera)      | C     | Antonio Manicone           |
| 9  | Italia (bandiera)      | A     | Edoardo Artistico          |
| 10 | Italia (bandiera)      | C     | Federico Giunti (capitano) |
| 11 | Croazia (bandiera)     | A     | Milan Rapaić               |
| 12 | Italia (bandiera)      | P     | Gianpaolo Spagnulo         |
| 13 | Italia (bandiera)      | P     | Marco Storari              |
| 14 | Italia (bandiera)      | D     | Salvatore Matrecano        |
| 15 | Italia (bandiera)      | C     | Gennaro Gattuso            |
| 18 | Italia (bandiera)      | A     | Marco Negri                |
| 19 | Italia (bandiera)      | A     | Carmine Gautieri           |

| N. |                       | Ruolo | Calciatore              |
| -- | --------------------- | ----- | ----------------------- |
| 20 | Italia (bandiera)     | C     | Massimiliano Allegri    |
| 23 | Italia (bandiera)     | C     | Pasquale Domenico Rocco |
| 24 | Italia (bandiera)     | C     | Roberto Goretti         |
| 25 | Italia (bandiera)     | C     | Rocco Pagano            |
| 26 | Italia (bandiera)     | C     | Fausto Pizzi            |
| 27 | Italia (bandiera)     | D     | Andrea Cottini          |
| 28 | Italia (bandiera)     | A     | Maurizio Baciocchi      |
| 29 | Italia (bandiera)     | C     | Cataldo Montesanto      |
| 30 | Italia (bandiera)     | C     | Emiliano Testini        |
| 31 | Italia (bandiera)     | C     | Giovanni Renna          |
| 32 | Italia (bandiera)     | A     | Riccardo Gaucci         |
| 33 | Italia (bandiera)     | D     | Paolo Guastalvino       |
| 34 | Brasile (bandiera)    | A     | Müller                  |
| 35 | Italia (bandiera)     | P     | Luca Bucci              |
| 36 | Italia (bandiera)     | D     | Marco Materazzi         |
| 37 | Norvegia (bandiera)   | C     | Petter Rudi             |
| 38 | Jugoslavia (bandiera) | D     | Bratislav Mijalković    |

## Risultati

### Serie A

#### Girone di andata
| Arbitro: | Braschi (Prato) |

|           |           |  |
| Negri 23’ | Marcatori |  |

| Arbitro: | Pellegrino (Barcellona Pozzo di Gotto) |

|             |           |  |
| Zanetti 62’ | Marcatori |  |

| Arbitro: | Cesari (Genova) |

|           |           |                            |
| Negri 90’ | Marcatori | 84’ Padovano 89’ Del Piero |

| Arbitro: | Farina (Novi Ligure) |

|                            |           |  |
| Weah 2’, 73’ R. Baggio 78’ | Marcatori |  |

| Arbitro: | Bazzoli (Merano) |

|                                          |           |                |
| Dicara 23’ Giunti 68’ Allegri 80’ (rig.) | Marcatori | 36’ F. Inzaghi |

| Arbitro: | Borriello (Mantova) |

|            |           |                         |
| Chiesa 90’ | Marcatori | 22’ Giunti 25’ Gautieri |

| Arbitro: | Messina (Bergamo) |

|                       |           |          |
| Allegri 42’ Negri 70’ | Marcatori | 6’ Poggi |

| Arbitro: | De Santis (Tivoli) |

|                         |           |           |
| Cozza 45’ Banchelli 57’ | Marcatori | 90’ Pizzi |

| Arbitro: | Lana (Torino) |

|                                     |           |                       |
| Aglietti 29’, 59’ Beto 46’ Cruz 90’ | Marcatori | 30’ Kreek 66’ Allegri |

| Arbitro: | Trentalange (Torino) |

|                                   |           |              |
| Pizzi 3’ Rapaić 23’ Artistico 74’ | Marcatori | 68’ De Vitis |

| Arbitro: | Bazzoli (Merano) |

|              |           |              |
| Gautieri 10’ | Marcatori | 34’ Iannuzzi |

| Arbitro: | Boggi (Salerno) |

|                                                           |           |              |
| Batistuta 48’ Rui Costa 62’ Oliveira 86’ Rocco 90’ (aut.) | Marcatori | 56’ Gautieri |

| Arbitro: | Ceccarini (Livorno) |

|              |           |                                 |
| Gautieri 79’ | Marcatori | 71’ Rambaudi 81’ (rig.) Signori |

| Bologna 22 dicembre 1996 14ª Giornata | Bologna            | 0 – 0 referto | Perugia | Stadio Renato Dall'Ara\| Arbitro: \| Bolognino (Milano) \| |
| Arbitro:                              | Bolognino (Milano) |               |         |                                                            |

| Arbitro: | Bettin (Padova) |

|                     |           |                                 |
| Ballotta 89’ (aut.) | Marcatori | 77’, 87’ Simutenkov 90’ Parente |

| Arbitro: | Racalbuto (Gallarate) |

|                                             |           |            |
| Balbo 26’ (rig.), 86’ Moriero 45’ Thern 68’ | Marcatori | 36’ Rapaić |

| Arbitro: | Bonfrisco (Monza) |

|           |           |             |
| Negri 16’ | Marcatori | 74’ Scienza |

#### Girone di ritorno
| Arbitro: | Pairetto (Nichelino) |

|                                                       |           |                         |
| R. Mancini 6’, 58’ Verón 44’, 74’ Montella 85’ (rig.) | Marcatori | 14’ Matrecano 27’ Negri |

| Perugia 2 febbraio 1997 19ª Giornata | Perugia             | 0 – 0 referto | Inter | Stadio Renato Curi\| Arbitro: \| Collina (Viareggio) \| |
| Arbitro:                             | Collina (Viareggio) |               |       |                                                         |

| Arbitro: | Messina (Bergamo) |

|                           |           |               |
| Del Piero 37’ (rig.), 45’ | Marcatori | 90’ Materazzi |

| Arbitro: | Stafoggia (Pesaro) |

|           |           |  |
| Negri 18’ | Marcatori |  |

| Arbitro: | Tombolini (Ancona) |

|                      |           |                             |
| Sgrò 76’ Lentini 88’ | Marcatori | 84’ (rig.) Giunti 87’ Negri |

| Arbitro: | Pairetto (Nichelino) |

|             |           |                       |
| Goretti 11’ | Marcatori | 12’ Crespo 17’ Crippa |

| Arbitro: | Braschi (Prato) |

|                           |           |          |
| M. Amoroso 22’ Helveg 76’ | Marcatori | 3’ Negri |

| Arbitro: | Collina (Viareggio) |

|                         |           |                         |
| Negri 3’ Kreek 33’, 77’ | Marcatori | 10’ Tovalieri 18’ Muzzi |

| Arbitro: | Nicchi (Arezzo) |

|            |           |              |
| Rapaić 60’ | Marcatori | 24’ Aglietti |

| Arbitro: | Borriello (Mantova) |

|                          |           |  |
| Maniero 68’ De Vitis 81’ | Marcatori |  |

| Arbitro: | Collina (Viareggio) |

|                                                          |           |             |
| Ambrosetti 24’ Cornacchini 26’ Otero 36’ M. Beghetto 46’ | Marcatori | 65’ Goretti |

| Arbitro: | Pairetto (Nichelino) |

|                  |           |              |
| Pizzi 89’ (rig.) | Marcatori | 90’ Robbiati |

| Arbitro: | Bettin (Padova) |

|                                            |           |           |
| Signori 7’ Rambaudi 45’ Casiraghi 48’, 51’ | Marcatori | 86’ Pizzi |

| Arbitro: | Bolognino (Milano) |

|                                                |           |                    |
| Negri 24’, 56’, 88’ M. Castellini 70’ Rudi 80’ | Marcatori | 73’ (rig.) Scapolo |

| Arbitro: | Racalbuto (Gallarate) |

|                      |           |                                         |
| Materazzi 48’ (aut.) | Marcatori | 37’ Materazzi 40’, 87’ Negri 44’ Giunti |

| Arbitro: | Messina (Bergamo) |

|                      |           |  |
| Rapaić 25’ Negri 61’ | Marcatori |  |

| Arbitro: | Trentalange (Torino) |

|                            |           |            |
| Luiso 30’ Lucci 48’ (rig.) | Marcatori | 90’ Dicara |

### Coppa Italia

#### Fase a eliminazione diretta
| Nocera Inferiore 4 settembre 1996 Secondo turno | Nocerina              | 0 – 0 | Perugia | Stadio San Francesco d'Assisi\| Arbitro: \| Racalbuto (Gallarate) \| |
| Arbitro:                                        | Racalbuto (Gallarate) |       |         |                                                                      |

| Arbitro: | Tombolini (Ancona) |

|                      |           |                                |
| De Simone 36’ (aut.) | Marcatori | 5’ (aut.) Dicara 63’ Battaglia |

## Statistiche

### Statistiche di squadra
| Competizione | Punti | In casa | In casa | In casa | In casa | In casa | In casa | In trasferta | In trasferta | In trasferta | In trasferta | In trasferta | In trasferta | Totale | Totale | Totale | Totale | Totale | Totale | DR  |
| Competizione | Punti | G       | V       | N       | P       | Gf      | Gs      | G            | V            | N            | P            | Gf           | Gs           | G      | V      | N      | P      | Gf     | Gs     | DR  |
| ------------ | ----- | ------- | ------- | ------- | ------- | ------- | ------- | ------------ | ------------ | ------------ | ------------ | ------------ | ------------ | ------ | ------ | ------ | ------ | ------ | ------ | --- |
| Serie A      | 37    | 17      | 8       | 5       | 4       | 28      | 19      | 17           | 2            | 2            | 13           | 20           | 43           | 34     | 10     | 7      | 17     | 48     | 62     | -14 |
| Coppa Italia | -     | 1       | 0       | 0       | 1       | 1       | 2       | 1            | 0            | 1            | 0            | 0            | 0            | 2      | 0      | 1      | 1      | 1      | 2      | -1  |
| Totale       | -     | 18      | 8       | 5       | 5       | 29      | 21      | 18           | 2            | 3            | 13           | 20           | 43           | 36     | 10     | 8      | 18     | 49     | 64     | -15 |

### Statistiche dei giocatori
| Giocatore         | Serie A  | Serie A | Serie A     | Serie A    | Coppa Italia | Coppa Italia | Coppa Italia | Coppa Italia | Totale   | Totale | Totale      | Totale     |
| Giocatore         | Presenze | Reti    | Ammonizioni | Espulsioni | Presenze     | Reti         | Ammonizioni  | Espulsioni   | Presenze | Reti   | Ammonizioni | Espulsioni |
| ----------------- | -------- | ------- | ----------- | ---------- | ------------ | ------------ | ------------ | ------------ | -------- | ------ | ----------- | ---------- |
| M. Allegri        | 15       | 3       | ?           | ?          | 2            | 0            | ?            | ?            | 17       | 3      | ?           | ?          |
| E. Artistico      | 3        | 1       | ?           | ?          | 2            | 0            | ?            | ?            | 5        | 1      | ?           | ?          |
| M. Baciocchi      | 1        | 0       | ?           | ?          | -            | -            | -            | -            | 1        | 0      | 0+          | 0+         |
| L. Bucci          | 17       | -30     | ?           | ?          | -            | -            | -            | -            | 17       | -30    | 0+          | 0+         |
| M. Castellini     | 27       | 1       | ?           | ?          | 1            | 0            | ?            | ?            | 28       | 1      | ?           | ?          |
| A. Cottini        | 12       | 0       | ?           | ?          | 1            | 0            | ?            | ?            | 13       | 0      | ?           | ?          |
| A. Di Chiara (II) | 25       | 0       | ?           | ?          | -            | -            | -            | -            | 25       | 0      | 0+          | 0+         |
| G. Dicara         | 29       | 2       | ?           | ?          | 2            | 0            | ?            | ?            | 31       | 2      | ?           | ?          |
| G. Gattuso        | 8        | 0       | ?           | ?          | -            | -            | -            | -            | 8        | 0      | 0+          | 0+         |
| C. Gautieri       | 31       | 4       | ?           | ?          | 2            | 0            | ?            | ?            | 33       | 4      | ?           | ?          |
| F. Giunti         | 30       | 4       | ?           | ?          | 2            | 0            | ?            | ?            | 32       | 4      | ?           | ?          |
| R. Goretti        | 29       | 2       | ?           | ?          | 1            | 0            | ?            | ?            | 30       | 2      | ?           | ?          |
| A. Kocić          | 16       | -30     | ?           | ?          | 1            | 0            | ?            | ?            | 17       | -30    | ?           | ?          |
| M. Kreek          | 32       | 3       | ?           | ?          | 2            | 0            | ?            | ?            | 34       | 3      | ?           | ?          |
| A. Manicone       | 12       | 0       | ?           | ?          | 2            | 0            | ?            | ?            | 14       | 0      | ?           | ?          |
| M. Materazzi      | 14       | 2       | ?           | ?          | -            | -            | -            | -            | 14       | 2      | 0+          | 0+         |
| S. Matrecano      | 26       | 1       | ?           | ?          | 2            | 0            | ?            | ?            | 28       | 1      | ?           | ?          |
| B. Mijalković     | 8        | 0       | ?           | ?          | -            | -            | -            | -            | 8        | 0      | 0+          | 0+         |
| Müller            | 6        | 0       | ?           | ?          | -            | -            | -            | -            | 6        | 0      | 0+          | 0+         |
| M. Negri          | 27       | 15      | ?           | ?          | 1            | 0            | ?            | ?            | 28       | 15     | ?           | ?          |
| R. Pagano         | 5        | 0       | ?           | ?          | -            | -            | -            | -            | 5        | 0      | 0+          | 0+         |
| F. Pizzi          | 28       | 4       | ?           | ?          | 2            | 0            | ?            | ?            | 30       | 4      | ?           | ?          |
| M. Rapaić         | 31       | 4       | ?           | ?          | 2            | 0            | ?            | ?            | 33       | 4      | ?           | ?          |
| D. Rocco          | 7        | 0       | ?           | ?          | 1            | 0            | ?            | ?            | 8        | 0      | ?           | ?          |
| P. Rudi           | 14       | 1       | ?           | ?          | -            | -            | -            | -            | 14       | 1      | 0+          | 0+         |
| G. Spagnulo       | 1        | -2      | ?           | ?          | 1            | -2           | ?            | ?            | 2        | -4     | ?           | ?          |
| E. Testini        | 1        | 0       | ?           | ?          | -            | -            | -            | -            | 1        | 0      | 0+          | 0+         |
| M. Traversa       | 10       | 0       | ?           | ?          | 1            | 0            | ?            | ?            | 11       | 0      | ?           | ?          |